# Myzostoma murrayi
Myzostoma murrayi is een ringworm uit de familie Myzostomatidae.
Myzostoma murrayi werd in 1883 voor het eerst wetenschappelijk beschreven door Graff.